# Ajuricaba (indígena)
Ajuricaba (Aldeia de Mariuá, hoje Barcelos, séc. XVII - Rio Amazonas, 1728) foi líder da nação indígena dos manaus, no início do século XVIII. Revoltou-se contra os colonizadores portugueses, negando-se a servir como escravo. Deste modo, se tornou um símbolo de resistência e liberdade, além de ser considerado uma figura heroica para os cidadãos de Manaus, cidade cujo nome provém da etnia.

## História
Ajuricaba nasceu no território do atual estado do Amazonas. Passou muitos anos afastado de sua aldeia, mas foi obrigado a retornar ao convívio dos demais após o assassinato do seu pai, cacique dos manaus, pelas mãos dos invasores portugueses.  Os manaus tinham um acordo com as lideranças portuguesas, onde eles permitiriam o comércio de membros de outras tribos como escravos para os portugueses. Ajuricaba seria contra tal acordo de comércio de escravos. Desentendimentos posteriores, levaram à morte do cacique, seu pai.
Assumindo o posto que foi de seu pai, Ajuricaba, observando a "traição" portuguesa, procurou os holandeses, que viviam mais ao norte, onde hoje é o atual Suriname. Os holandeses eram inimigos de Portugal, e logo se associaram ao plano manau. Bem armados, os manaus enfrentavam os portugueses, atacando as missões do rio Negro, resistindo e impedindo a ação das "tropas de resgate" (tropas portuguesas em busca de escravos indígenas) dentro de sua área de influência. Os portugueses temiam que outros povos indígenas da região seguissem o exemplo dos manaus, abrindo o caminho para uma invasão no vale do Rio Negro. Após negociações de paz, que não duraram, os portugueses começaram uma "guerra justa" contra os manaus em 1727.

### A morte
Maia da Gama, após organizar uma força de ataque contra os manáos, assim descreve a morte de Ajuricaba:
(...) buscando-o os nossos na sua Aldeya se pos em defensa antes de se fechar o serco, porem com os tiros de hua pessa de Artelharia que nos nossos levavão, se resolverão a fogir, e a desemparar a Aldeya com outros principaes, que com elle se achavão na mesma Aldeya para o defenderem, e seguidos dos nossos nesta ocazião, e nos dias seguintes buscando-o nas Aldeyas dos seus alliados, foi ultimamente prezo o dito barbaro, regullo, e infiel Ajuricaba e seis ou sete principallotes dos seus aliados, e que com elle se acharão e se fizerão duzentas ou trezentas prezas (...)
Enviado a Belém onde seria vendido como escravo, durante a viagem, preso em ferros, Ajuricaba e seus homens tentaram matar os soldados da canoa onde estavam. Falhada a tentativa, Ajuricaba atirou-se à água com outro chefe, preferindo o suicídio à escravidão.

### Legado
O suicídio de Ajuricaba foi considerado heroico tanto por seu próprio povo quanto pelos portugueses e sua figura ficou na memória popular repercutindo em diversas rebeliões e enfrentamentos de líderes indígenas contra os colonizadores.
A Amazônia, ao longo dos anos 70, foi cenário de diversas produções cinematográficas e teatrais, tanto nacionais quanto estrangeiras. Em 1974, Ajuricaba foi personagem central da peça A Paixão de Ajuricaba, poema dramático que narra a resistência dos povos indígenas ao colonialismo, tendo como personagem principal Ajuricaba. Oswaldo Caldeira, em 1977, produz o longa metragem dramático Ajuricaba, o Rebelde da Amazônia. O filme, filmado na própria Floresta Amazônica, narra a resistência do cacique Ajuricaba à presença dos colonizadores portugueses na região. A narrativa de Ajuricaba  é construída de maneira não linear, intercalando  alguns momentos da segunda década do século XVIII ao tempo presente, dinâmica que realça uma certa continuidade histórica. 

## Homenagens
- Em 1965, o município de Ajuricaba, no estado do Rio Grande do Sul, inspirou-se na história de Ajuricaba para emancipar-se de Ijuí.[7]
- Em 2013, Foi fundado um Moto Clube na cidade de Manaus, estado do Amazonas com o nome de Ajuricabas Moto Clube (AMC17) em homenagem a Ajuricaba.
- Em 2019, a Rede Amazônica promoveu um especial para o público escolher sabores, costumes, lugares e personalidades em homenagem aos 350 anos da cidade de Manaus. Houve uma votação online para escolher "a personalidade que é a cara de Manaus", sendo Ajuricaba o vencedor, com 46% dos votos.[8]